# Christian Drosten
Christian Heinrich Maria Drosten (* 12. července 1972 Lingen, Dolní Sasko) je německý virolog.
V roce 2000 vystudoval lékařskou fakultu Univerzity Johanna Wolfganga Goetheho ve Frankfurtu nad Mohanem. Pracoval v Ústavu Bernharda Nochta pro tropickou medicínu a na Univerzitě v Bonnu. Od roku 2017 působí v berlínské nemocnici Charité.
Je specialistou na emergentní virové nákazy. Byl členem týmu, který vyvinul testování metodou Real-time PCR. Po vypuknutí pandemie covidu-19 se stal poradcem německé vlády a Evropské komise, věnoval se komunikaci s veřejností a získal přezdívku „Strážce Německa“. Jeho populární podcast Das Coronavirus-Update mit Christian Drosten na stanici Norddeutsche Rundfunk dosáhl sledovanosti patnáct milionů posluchačů. V říjnu 2020 mu byl udělen Záslužný řád Spolkové republiky Německo první třídy. Podepsal Memorandum Johna Snowa[kdy?], odmítající masivní promořování populace.